# سیارک ۱۱۳۴۱۵
سیارک ۱۱۳۴۱۵ (به انگلیسی: 113415 Rauracia، نامگذاری:2002SN28) صد و سیزده هزار و چهارصد و پانزدهمین سیارک کشف شده‌است که در ۳۰ سپتامبر ۲۰۰۲ کشف شد.